# Права людини у Казахстані
Права людини у Казахстані закріплені Конституцією, переважно — розділ II «Людина і громадянин». Республіка Казахстан є членом ООН, ОБСЄ та СНД.
У 1995—2022 роках діяла Конституційна рада, яка змінила Конституційний суд після ухвалення конституції 1995 року. У 2022 році в конституції Казахстану Конституційну раду було замінено на Конституційний суд з правом звернення кожного, хто вважає, що нормативні правові акти безпосередньо зачіпають їхні конституційні права. Раніше право приватних осіб звертатися до Конституційної ради не було передбачено на відміну від раніше Конституційного суду, який існував до 1995 року. З 2002 року є посада Уповноваженого з прав людини. З 1997 року за президента існує комісія з прав людини.
Проте, ситуація з правами людини в Республіці Казахстан була проблемною областю для багатьох урядових та неурядових спостерігачів. Згідно з звітами організації «Freedom House» країна має рейтинг 6 за політичними правами і 5 за громадянськими свободами (за шкалою 1-7, де 1 є найвищим показником), таким чином суспільство Казахстану визнано «невільним». На сайті посольства США про Казахстан зазначено, що в 2004—2005 роках «уряд продовжував здійснювати численні та грубі порушення» з прав людини.
Політична структура Казахстану має особливість зосередження влади у руках президента. Згідно з звітами спостерігачів вибори були далекі від міжнародних стандартів, та переобрання у 2011 році на виборах, які, за низкою оцінок, не відповідали міжнародним стандартам. Законодавча і судова влада, а також регіональна та місцева влада не є незалежною від виконавчої влади, а також зміни чи поправки до конституції проходять лише за згодою президента.

## Участь у міжнародній системі захисту прав людини
| Основні міжнародні документи (ООН та СНД)                                                                                                 | Участь Казахстану                                                                   |
| --- | ----------------------------------------------------------------------------------- |
| Міжнародна конвенція про ліквідацію всіх форм расової дискримінації                                                                       | Приєднання у 1998 р., заяву про допущення індивідуальних скарг зроблено у 2008 р.   |
| Міжнародний пакт про громадянські та політичні права                                                                                      | Ратифікація у 2006 р.                                                               |
| Факультативний протокол до Міжнародного пакту про громадянські та політичні права                                                         | Ратифікація у 2009 р.                                                               |
| Другий Факультативний протокол до Міжнародного пакту про громадянські та політичні права                                                  | Ратифікація у 2021 р.                                                               |
| Міжнародний пакт про економічні, соціальні та культурні права                                                                             | Ратифікація у 2006 р.                                                               |
| Конвенція про ліквідацію всіх форм дискримінації щодо жінок                                                                               | Приєднання 1998 р.                                                                  |
| Факультативний протокол до Конвенції про ліквідацію всіх форм дискримінації щодо жінок                                                    | Ратифікація у 2001 р.                                                               |
| Конвенція проти катувань та інших жорстоких, нелюдських або принижуючих гідність видів поводження та покарання                            | Приєднання у 1998 році, заяву про допущення індивідуальних скарг зроблено у 2008 р. |
| Факультативний протокол до Конвенції проти катувань та інших жорстоких, нелюдських або принижуючих гідність видів поводження та покарання | Ратифікація у 2008 р.                                                               |
| Конвенція про права дитини | Ратифікація 1994 р.                                                                 |
| Факультативний протокол до Конвенції про права дитини щодо участі дітей у збройних конфліктах                                             | Ратифікація у 2003 р.                                                               |
| Факультативний протокол до Конвенції про права дитини щодо торгівлі дітьми, дитячої проституції та дитячої порнографії                    | Ратифікація у 2001 р.                                                               |
| Міжнародна конвенція про захист прав усіх трудящих-мігрантів та членів їх сімей                                                           | Чи не підписана.                                                                    |
| Конвенція про права інвалідів | Ратифіковано у 2015 р.                                                              |
| Факультативний протокол до Конвенції про права інвалідів                                                                                  | Підписано 2008 р.                                                                   |
| Міжнародна конвенція для захисту всіх осіб від насильницьких зникнень                                                                     | Приєднання у 2009 р.                                                                |
| Конвенція СНД про права та основні свободи людини                                                                                         | Чи не підписана.                                                                    |
| Конвенція про стандарти демократичних виборів, виборчих прав та свобод                                                                    | Ратифіковано у 2007 році                                                            |
| Конвенція про забезпечення прав осіб, що належать до національних меншин                                                                  | Підписано.                                                                          |

## Критика становища з правами людини
Спецдоповідач ООН Майна Кіаї рекомендував уряду переглянути закон про проведення мирних зборів і ходів. За його словами, «у Казахстані все так перекинулося, що треба випрошувати це право при владі». Також він порівняв Казахстан із Руандою, де глава Республіки отримує 95 % голосів.
На думку казахстанської опозиції, вбивства опозиційних політиків Алтинбека Сарсенбаєва та Заманбека Нуркадилова були виконані «ескадроном смерті» з колишніх співробітників спецслужб. Серед засуджених у справі про вбивство Сарсенбайули опинилися офіцери спецпідрозділу «Аристан» КНБ РК.
Олександра Боженка, громадянського активіста, свідка на процесі у справі про заворушення в Жанаозені, який відмовився на суді від своїх свідчень, заявивши про тортури під час слідства, було вбито 11 жовтня 2012 року. Офіційне число загиблих у Жанаозені склало 15 осіб.
На думку Даніяра Науриза, в інформаційному відношенні фактично накладено заборону на тему атеїзму. Також за розпалювання міжрелігійної ворожнечі було заарештовано Олександра Харламова. Його звинувачують у тому, що він у своїх публікаціях про християнство та про різні релігійні течії займався пропагандою атеїзму, чим образив почуття віруючих.